# Coelidium muraltioides
Coelidium muraltioides är en ärtväxtart som beskrevs av George Bentham. Coelidium muraltioides ingår i släktet Coelidium, och familjen ärtväxter. Inga underarter finns listade i Catalogue of Life.